# Dubbeldekks InterRegio Materieel
NS DD-IRM (fullständigt namn: Dubbeldekks InterRegio Materieel) var ett intercitytåg med två våningar som används i Nederländerna. Inga DD-IRM enheter finns för närvarande kvar i tjänst, alla är moderniserade till Verlengd InterRegio Materieel (VIRM). IRM fanns antingen som trevagnståg, motsvarande X40-3 eller som fyrvagnståg.

## Skillnader DD-IRM/DD-AR
Skillnaden mellan DD-IRM och DD-AR är att IRM är permanent sammankopplade och att sammankopplingen har gjorts på ett sätt så att de slipper ha lokomotiv i ena änden av tåget, vilket DD-AR behövde.

## Olike längder

### IRM-III
NS IRM-III, eller IRM 3 var namnet på den tredelade vagnen. Denna vagntyp har/hade inventarienummerserie 82xx (8200)

#### Modernisering
Vid moderniseringen till Verlengd InterRegio Materieel gjordes följande:
- Tillägg av en vagn
- Borttagning av mathiss, detta bidrog till bredare trappor mellan däcken

### IRM-IV
För den ovetande kan det vara ganska förvirrande att moderniserad version och ett original har samma längd, men skillnaden är som nämns i ovanstående att VIRM-IV saknar mathiss.
Denna vagntyp har nummer 84xx (8400)
Vid|moderniseringen till Verlengd InterRegio Materieel förstärktes dessa sätt med två vagnar.